# Социальные танцы

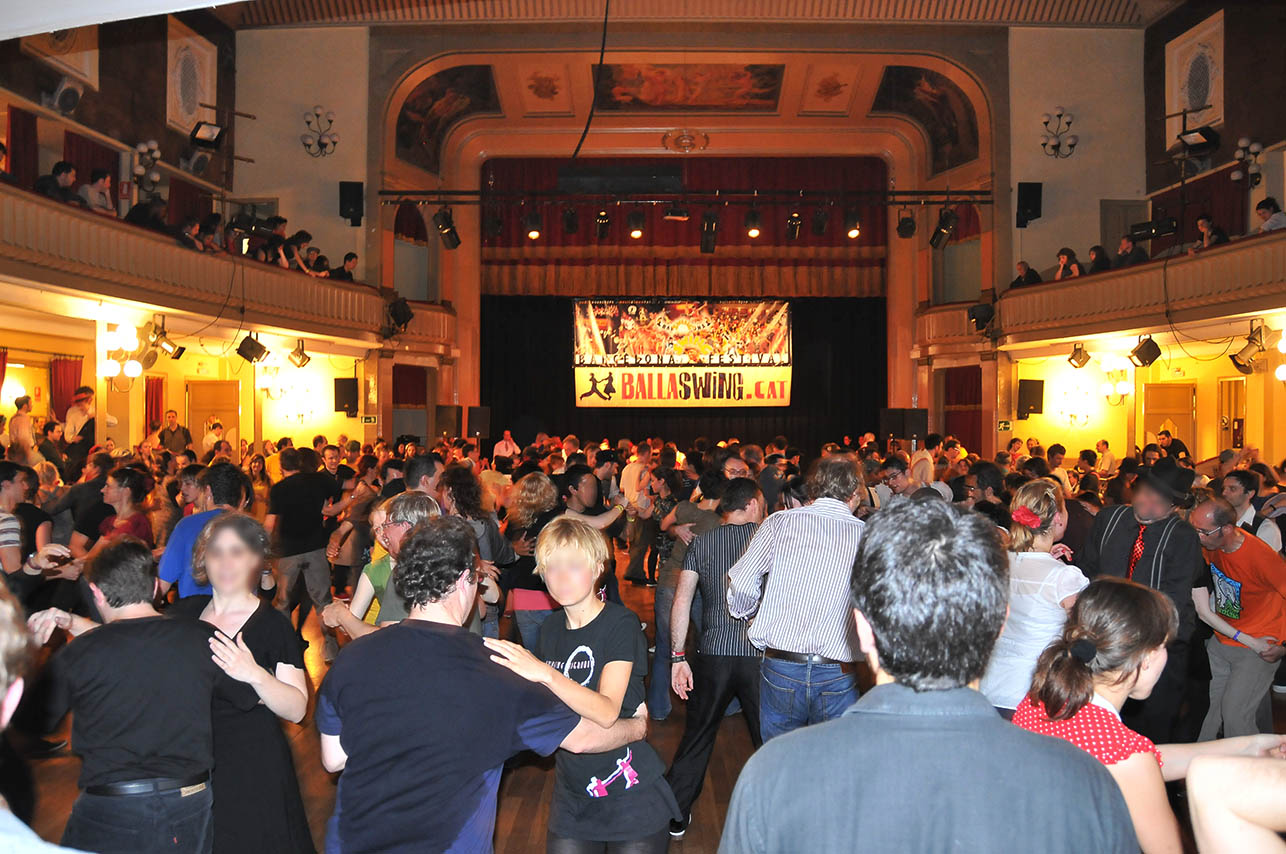
Вечеринка танцоров линди хопа. Барселона, 2010 год

Социальные танцы (англ. social dance) — категория танцевальных стилей разных народов мира, которыми занимаются преимущественно не для соревнований, а в качестве досуга и обмена положительными эмоциями между партнёрами.
Большинство социальных танцев являются парными танцами. Часто при исполнении парных социальных танцев практикуется обмен партнёрами.
Социальные танцы бывают как простыми в исполнении, так и требующими определённого навыка. В отличие, например, от бальных танцев, в социальных, как правило, нет длинных и сложных схем, большинство современных социальных танцев являются импровизационными. Поскольку подразумевается относительно частая смена партнёров, вместо заучивания схем огромное значение приобретает ведение. Существует масса теоретических разработок этого вопроса. Техника ведения партнёрши — одна из наиболее сложных составляющих социального танца для партнёров. У партнёрш задача несколько иная — слушаться партнёра (следовать) и красиво выполнять свои движения.
Социальные танцы основаны на активном контакте между людьми, для которых танец становится формой общения. В большинстве клубов, практикующих социальные танцы, наряду непосредственно с танцами, регулярно проводится множество танцевальных вечеринок, совместные праздники и дни рождения, походы на природу и иные мероприятия.